# Poezije (Prešeren)
Poezije je naslov zbirke izbranih pesmi Franceta Prešerna, ki je izšla 15. decembra 1846, toda z letnico 1847. Zbirko je v 1200 izvodih natisnil ljubljanski tiskar Jožef Blaznik. Prešeren je pesmi v zbirki skrbno izbral. Vanjo je sprva uvrstil tudi Zdravljico. Kot je bilo običajno za takratni tisk, je moral tudi Prešeren na Dunaju zaprositi za cenzorski pregled, da bi dobil dovoljenje za tiskanje. Takratni dunajski cenzor za slovenska besedila je bil Franc Miklošič. Cenzor se z objavo tretje kitice Zdravljice ni strinjal, zato Zdravljica tudi ni bila del Poezij. Prav tako je zastrl akrostih v Sonetnem vencu, razen v 150 izvodih, namenjenih prijateljem.